# Коршуново (Иркутская область)
Коршуно́во — село в Киренском районе Иркутской области. Административный центр Коршуновского муниципального образования.

## География
Село находится на левом берегу реки Лена, при впадении в неё ручья Дальний, на расстоянии 211 км к северо-востоку от города Киренск, административного центра района.

## Население
| 2002 | 2010 | 2011 | 2012 |
| ---- | ---- | ---- | ---- |
| 208  | ↘153 | →153 | ↘142 |

## Улицы
- ул. Ленская,
- ул. Лесная,
- ул. Советская.